# Dewi Ratih Chasma
Il Dewi Ratih Chasma è una struttura geologica della superficie di Venere.